# Rafia

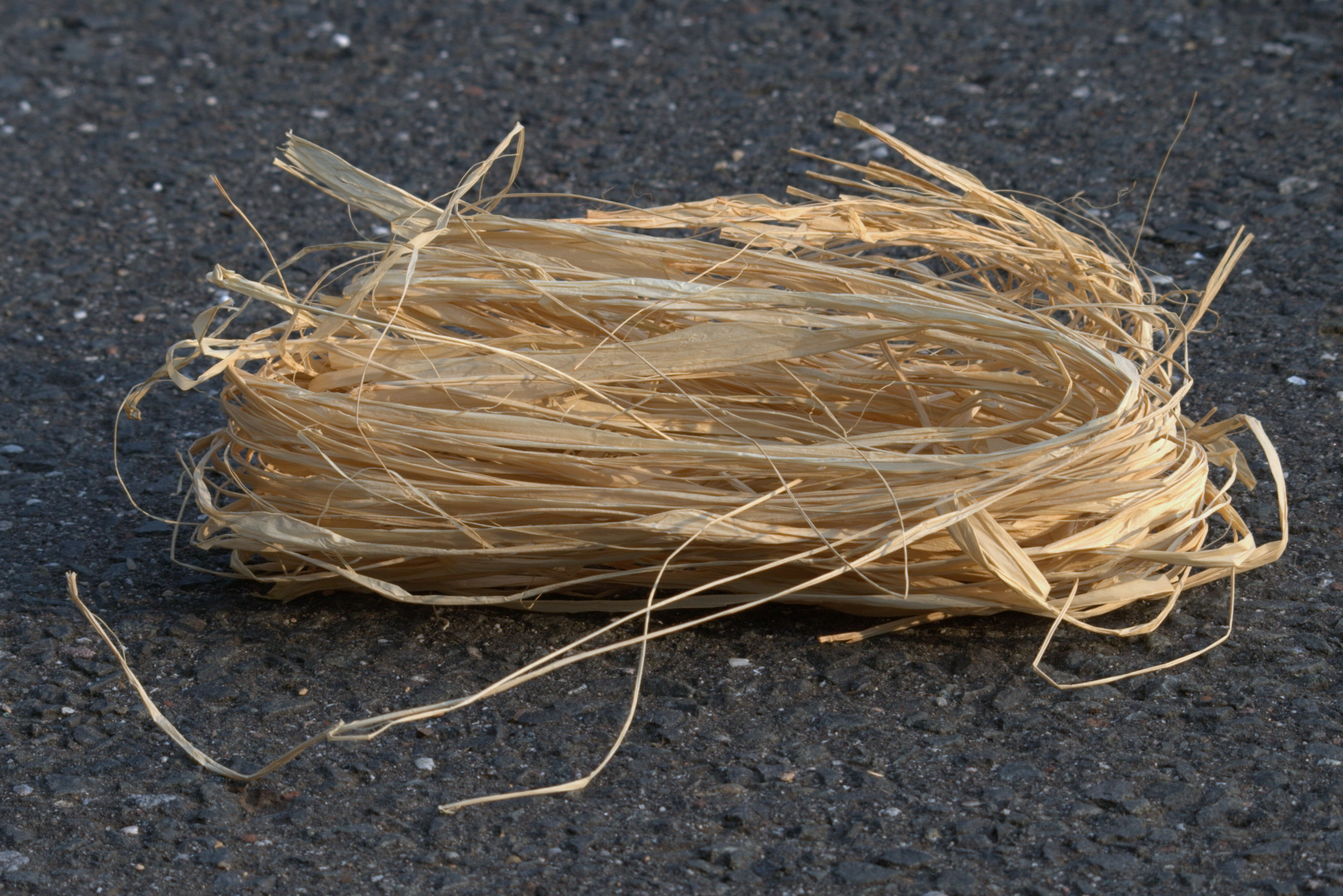
Włókna rafii

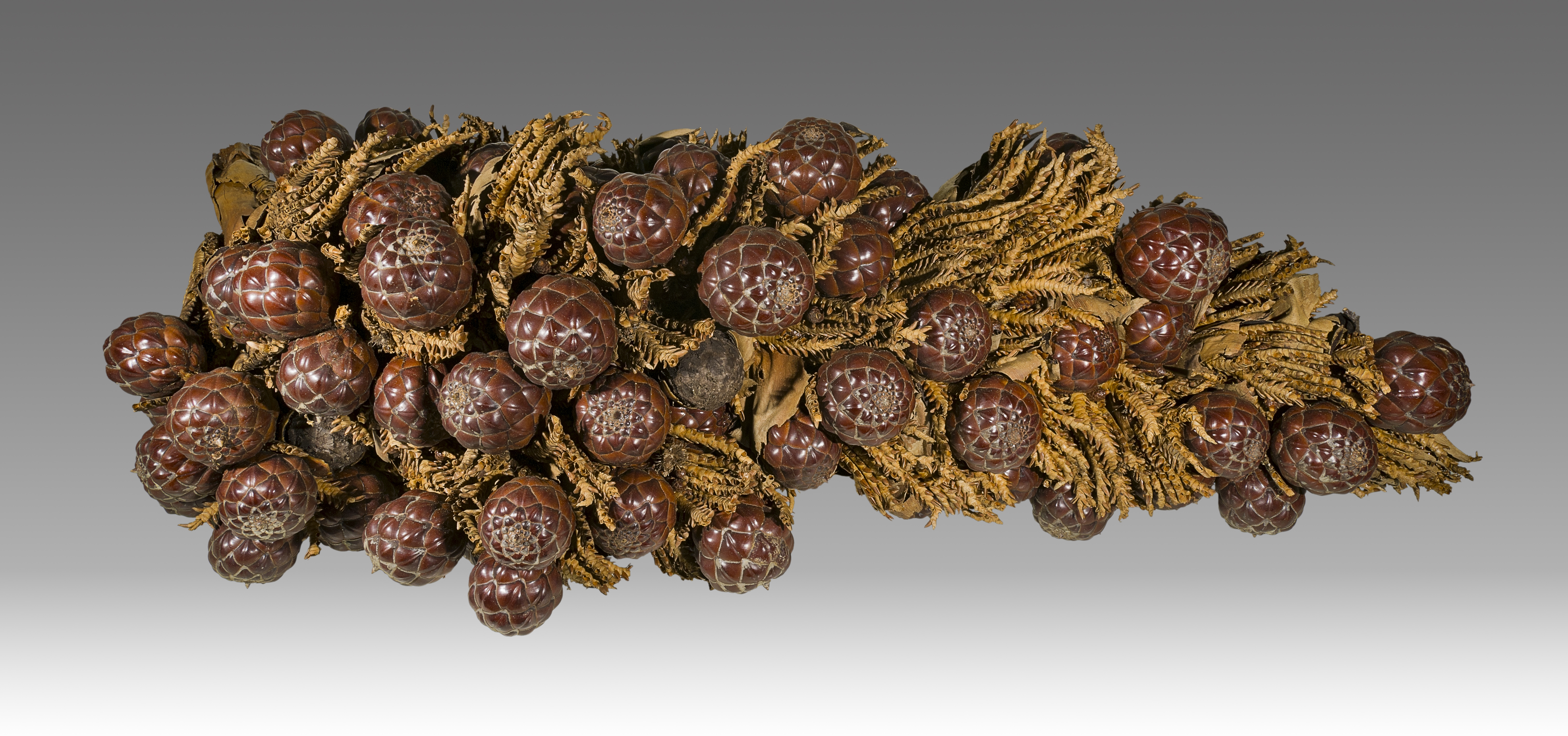
Owoce Raphia farinifera

Rafia  (Raphia P. Beauv.), czasami nazywana też palmą iglastą, igliszczą, palmą bambusową – rodzaj roślin z rodziny arekowatych. Należy do niego 20 gatunków, które występują w Afryce, na Madagaskarze i jeden gatunek (R. taedigera) w Ameryce Południowej i Środkowej.

## Morfologia
Niska kłodzina i długie pierzasto podzielone liście osiągające do 20 metrów długości i 3 m szerokości (największe liście w świecie roślin). Mają włóknodajne listki.

## Systematyka
Rodzaj w obrębie arekowatych należy do podrodziny Arecoideae, plemienia Areceae i podplemienia Arecinae.
Wykaz gatunków
- Raphia africana Otedoh
- Raphia australis Oberm. & Strey
- Raphia farinifera (Gaertn.) Hyl.
- Raphia gentiliana De Wild.
- Raphia hookeri G.Mann & H.Wendl.
- Raphia laurentii De Wild.
- Raphia longiflora G.Mann & H.Wendl.
- Raphia mambillensis Otedoh
- Raphia mannii Becc.
- Raphia matombe De Wild.
- Raphia monbuttorum Drude
- Raphia palma-pinus (Gaertn.) Hutch.
- Raphia regalis Becc.
- Raphia rostrata Burret
- Raphia ruwenzorica Otedoh
- Raphia sese De Wild.
- Raphia sudanica A.Chev.
- Raphia taedigera (Mart.) Mart.
- Raphia textilis Welw.
- Raphia vinifera P.Beauv.

## Zastosowanie
Zastosowanie włókien rafii jest bardzo wszechstronne: od produkcji lin po tekstylia. Po nacięciu uzyskuje się bogaty w cukry sok, używany jako półprodukt do sporządzania wina palmowego, a także do destylowania mocniejszych alkoholi. Rafia ma także zastosowanie we florystyce.